# Q&A (película)
Q & A (en España, Distrito 34: corrupción total; en Argentina, Preguntas sin respuestas) es una película estadounidense de 1990, dirigida por Sidney Lumet. Protagonizada por Nick Nolte, Timothy Hutton, Armand Assante, Patrick O’Neal, Lee Richardson, Paul Calderon. Está basada en la novela de Edwin Torres.

## Argumento
Un mafioso ha muerto bajo el fuego de la pistola del policía Mike Brennan (Nick Nolte), un oficial que es toda una leyenda entre las fuerzas policiales de Nueva York. Al Reilly (Timothy Hutton) es un idealista asistente de abogado a quien le ha sido asignado este caso de homicidio justificado para investigarlo y presentarlo ante el jurado. Simple rutina, Pero Reilly descubre algo más.
- Datos: Q618527